# WTA 125 2021
WTA 125 2021 představoval jubilejní desátý ročník mezinárodních tenisových turnajů v rámci série WTA 125, střední úrovně ženského profesionálního tenisu organizované Ženskou tenisovou asociací (WTA). Kvůli dopadu pandemie covidu-19 okruh poprvé zahrnul patnáct turnajů, z toho sedm v Evropě, pět ve Spojených státech, dva v Jižní Americe a jeden v Asii. Každý turnaj měl celkový rozpočet 115 000 dolarů. Série probíhala mezi 3. květnem až 26. prosincem 2021. 
Nejvyšší počet dvou singlových trofejí získala Španělka Nuria Párrizasová Díazová.

## Přehled turnajů
| Týden od      | Turnaj                                                                                            | Vítězky                                                         | Finalistky                                    | Semifinalistky                                          | Čtvrtfinalistky                                                                        |
| ------------- | ------------------------------------------------------------------------------------------------- | --------------------------------------------------------------- | --------------------------------------------- | ------------------------------------------------------- | -------------------------------------------------------------------------------------- |
| 3. května     | L'Open 35 de Saint-Malo Saint-Malo, Francie 115 000 $– antuka – 32S/11Q/13D dvouhra • čtyřhra     | Viktorija Golubicová 6–1, 6–3                                   | Jasmine Paoliniová                            | Harmony Tanová Varvara Gračovová                        | Aliona Bolsovová Aljaksandra Sasnovičová Anna Karolína Schmiedlová Rebecca Petersonová |
| 3. května     | L'Open 35 de Saint-Malo Saint-Malo, Francie 115 000 $– antuka – 32S/11Q/13D dvouhra • čtyřhra     | Kaitlyn Christianová Sabrina Santamariová 7–6(7–4), 4–6, [10–5] | Hayley Carterová Luisa Stefaniová             | Harmony Tanová Varvara Gračovová                        | Aliona Bolsovová Aljaksandra Sasnovičová Anna Karolína Schmiedlová Rebecca Petersonová |
| 7. června     | Croatia Bol Open Bol, Chorvatsko 115 000 $ – antuka – 32S/8Q/16D dvouhra • čtyřhra                | Jasmine Paoliniová 6–2, 7–6(7–4)                                | Arantxa Rusová                                | Anna Blinkovová Irina Baraová                           | Barbara Haasová Kristína Kučová Martina Trevisanová Claire Liuová                      |
| 7. června     | Croatia Bol Open Bol, Chorvatsko 115 000 $ – antuka – 32S/8Q/16D dvouhra • čtyřhra                | Aliona Bolsovová Katarzyna Kawaová 6–1, 4–6, [10–6]             | Jekatěrine Gorgodzeová Tereza Mihalíková      | Anna Blinkovová Irina Baraová                           | Barbara Haasová Kristína Kučová Martina Trevisanová Claire Liuová                      |
| 5. července   | Nordea Open Båstad, Švédsko 115 000 $ – antuka – 32S/16D dvouhra • čtyřhra                        | Nuria Párrizasová Díazová 6–2, 6–2                              | Olga Govorcovová                              | Rebecca Petersonová Mihaela Buzărnescuová               | Aliona Bolsovová Majar Šarífová Claire Liuová Anna Bondárová                           |
| 5. července   | Nordea Open Båstad, Švédsko 115 000 $ – antuka – 32S/16D dvouhra • čtyřhra                        | Mirjam Björklundová Leonie Küngová 5–7, 6–3, [10–5]             | Tereza Mihalíková Kamilla Rachimovová         | Rebecca Petersonová Mihaela Buzărnescuová               | Aliona Bolsovová Majar Šarífová Claire Liuová Anna Bondárová                           |
| 26. července  | LTP Women's Open Charleston, Spojené státy 115 000 $ – zelená antuka – 32S/10D dvouhra • čtyřhra  | Varvara Lepčenková 7–6(7–4), 4–6, 6–4                           | Jamie Loebová                                 | Kateryna Bondarenková Lauren Davisová                   | Liang En-šuo Emma Navarrová Hanna Changová Maria Mateasová                             |
| 26. července  | LTP Women's Open Charleston, Spojené státy 115 000 $ – zelená antuka – 32S/10D dvouhra • čtyřhra  | Liang En-šuo Rebecca Marinová 5–7, 7–5, [10–7]                  | Erin Routliffeová Aldila Sutjiadiová          | Kateryna Bondarenková Lauren Davisová                   | Liang En-šuo Emma Navarrová Hanna Changová Maria Mateasová                             |
| 26. července  | Belgrade Ladies Open Bělehrad, Srbsko 115 000 $ – antuka – 32S/8Q/11D dvouhra • čtyřhra           | Anna Karolína Schmiedlová 6–3, 6–3                              | Arantxa Rusová                                | Rebecca Šramková Andrea Petkovicová                     | Anna Blinkovová Kristýna Plíšková Tara Würthová Martina Trevisanová                    |
| 26. července  | Belgrade Ladies Open Bělehrad, Srbsko 115 000 $ – antuka – 32S/8Q/11D dvouhra • čtyřhra           | Olga Govorcovová Lidzija Marozavová 6–2, 6–2                    | Alona Fominová Jekaterina Jašinová            | Rebecca Šramková Andrea Petkovicová                     | Anna Blinkovová Kristýna Plíšková Tara Würthová Martina Trevisanová                    |
| 2. srpna      | Thoreau Tennis Open Concord, Spojené státy 115 000 $ – tvrdý – 32S/16Q/16D dvouhra • čtyřhra      | Magdalena Fręchová 6–3, 7–6(7–4)                                | Renata Zarazúová                              | Věra Zvonarevová Madison Brengleová                     | Katrina Scottová Mariam Bolkvadzeová Cristina Bucșová Sie Šu-wej                       |
| 2. srpna      | Thoreau Tennis Open Concord, Spojené státy 115 000 $ – tvrdý – 32S/16Q/16D dvouhra • čtyřhra      | Peangtarn Plipuečová Jessy Rompiesová 3–6, 7–6(7–5), [10–8]     | Usue Maitane Arconadová Cristina Bucșová      | Věra Zvonarevová Madison Brengleová                     | Katrina Scottová Mariam Bolkvadzeová Cristina Bucșová Sie Šu-wej                       |
| 16. srpna     | Chicago Challenger Chicago, Spojené státy 115 000 $ – tvrdý – 32S/16Q/16D dvouhra • čtyřhra       | Clara Tausonová 6–1, 2–6, 6–4                                   | Emma Raducanuová                              | Claire Liuová Ann Liová                                 | Jule Niemeierová Vitalija Ďjačenková Zarina Dijasová Storm Sandersová                  |
| 16. srpna     | Chicago Challenger Chicago, Spojené státy 115 000 $ – tvrdý – 32S/16Q/16D dvouhra • čtyřhra       | Eri Hozumiová Peangtarn Plipuečová 7–5, 6–2                     | Mona Barthelová Sie Jü-ťie                    | Claire Liuová Ann Liová                                 | Jule Niemeierová Vitalija Ďjačenková Zarina Dijasová Storm Sandersová                  |
| 6. září       | Liqui Moly Open Karlsruhe, Německo 115 000 $ – antuka – 32S/8Q/16D dvouhra • čtyřhra              | Majar Šarífová 6–3, 6–2                                         | Martina Trevisanová                           | Jaqueline Cristianová Maryna Zanevská                   | Nastasja Schunková Rebecca Šramková Dalma Gálfiová Anna Bondárová                      |
| 6. září       | Liqui Moly Open Karlsruhe, Německo 115 000 $ – antuka – 32S/8Q/16D dvouhra • čtyřhra              | Irina Baraová Jekatěrine Gorgodzeová 6–3, 2–6, [10–7]           | Katarzyna Piterová Majar Šarífová             | Jaqueline Cristianová Maryna Zanevská                   | Nastasja Schunková Rebecca Šramková Dalma Gálfiová Anna Bondárová                      |
| 20. září      | Columbus Challenger Columbus, Spojené státy 115 000 $ – tvrdý (h) – 32S/16Q/11D dvouhra • čtyřhra | Nuria Párrizasová Díazová 7–6(7–2), 6–3                         | Wang Sin-jü                                   | Coco Vandewegheová Čeng Saj-saj                         | Ann Liová Madison Brengleová Lauren Davisová Beatriz Haddad Maiová                     |
| 20. září      | Columbus Challenger Columbus, Spojené státy 115 000 $ – tvrdý (h) – 32S/16Q/11D dvouhra • čtyřhra | Wang Sin-jü Čeng Saj-saj 6–1, 6–1                               | Dalila Jakupovićová Nuria Párrizasová Díazová | Coco Vandewegheová Čeng Saj-saj                         | Ann Liová Madison Brengleová Lauren Davisová Beatriz Haddad Maiová                     |
| 1. listopadu  | Dow Tennis Classic Midland, Spojené státy 115 000 $ – tvrdý (h) – 32S/16Q/14D dvouhra • čtyřhra   | Madison Brengleová 6–2, 6–4                                     | Robin Andersonová                             | Danielle Laová Caty McNallyová                          | Lizette Cabrerová Francesca Di Lorenzová Katrina Scottová Misaki Doiová                |
| 1. listopadu  | Dow Tennis Classic Midland, Spojené státy 115 000 $ – tvrdý (h) – 32S/16Q/14D dvouhra • čtyřhra   | Harriet Dartová Asia Muhammadová 6–3, 2–6, [10–7]               | Peangtarn Plipuečová Aldila Sutjiadiová       | Danielle Laová Caty McNallyová                          | Lizette Cabrerová Francesca Di Lorenzová Katrina Scottová Misaki Doiová                |
| 1. listopadu  | Argentina Open Buenos Aires, Argentina 115 000 $ – antuka – 32S/8Q/16D dvouhra • čtyřhra          | Anna Bondárová 6–3, 6–3                                         | Diane Parryová                                | Majar Šarífová Panna Udvardyová                         | Jekatěrine Gorgodzeová Despina Papamichailová Irina Baraová Beatriz Haddad Maiová      |
| 1. listopadu  | Argentina Open Buenos Aires, Argentina 115 000 $ – antuka – 32S/8Q/16D dvouhra • čtyřhra          | Irina Baraová Jekatěrine Gorgodzeová 5–7, 7–5, [10–4]           | María Lourdes Carléová Despina Papamichailová | Majar Šarífová Panna Udvardyová                         | Jekatěrine Gorgodzeová Despina Papamichailová Irina Baraová Beatriz Haddad Maiová      |
| 15. listopadu | Uruguay Open Montevideo, Uruguay 115 000 $ – antuka – 32S/8Q/12D dvouhra • čtyřhra                | Diane Parryová 6–3, 6–2                                         | Panna Udvardyová                              | Victoria Jiménezová Kasintsevová Jekatěrine Gorgodzeová | Emiliana Arangová Laura Pigossiová Jou Siao-ti Ane Mintegi del Olmová                  |
| 15. listopadu | Uruguay Open Montevideo, Uruguay 115 000 $ – antuka – 32S/8Q/12D dvouhra • čtyřhra                | Irina Baraová Jekatěrine Gorgodzeová 6–4, 6–3                   | Carolina Alvesová Marina Bassols Riberová     | Victoria Jiménezová Kasintsevová Jekatěrine Gorgodzeová | Emiliana Arangová Laura Pigossiová Jou Siao-ti Ane Mintegi del Olmová                  |
| 6. prosince   | Open Angers Arena Loire Angers, Francie 115 000 $ – tvrdý (h) – 32S/16Q/8D dvouhra • čtyřhra      | Vitalija Ďjačenková 6–0, 6–4                                    | Čang Šuaj                                     | Natalja Vichljancevová Jüan Jüe                         | Mallaurie Noëlová Clara Burelová Jana Fettová Kristina Mladenovicová                   |
| 6. prosince   | Open Angers Arena Loire Angers, Francie 115 000 $ – tvrdý (h) – 32S/16Q/8D dvouhra • čtyřhra      | Tereza Mihalíková Greet Minnenová 4–6, 6–1, [10–8]              | Monica Niculescuová Věra Zvonarevová          | Natalja Vichljancevová Jüan Jüe                         | Mallaurie Noëlová Clara Burelová Jana Fettová Kristina Mladenovicová                   |
| 13. prosince  | Open de Limoges Limoges, Francie 115 000 $ – tvrdý (h) – 32S/8Q/8D dvouhra • čtyřhra              | Alison Van Uytvancková 6–2, 7–5                                 | Ana Bogdanová                                 | Varvara Gračovová Věra Zvonarevová                      | Jessika Ponchetová Greet Minnenová Caroline Garciaová Kristina Mladenovicová           |
| 13. prosince  | Open de Limoges Limoges, Francie 115 000 $ – tvrdý (h) – 32S/8Q/8D dvouhra • čtyřhra              | Monica Niculescuová Věra Zvonarevová 6–4, 6–4                   | Estelle Cascinová Jessika Ponchetová          | Varvara Gračovová Věra Zvonarevová                      | Jessika Ponchetová Greet Minnenová Caroline Garciaová Kristina Mladenovicová           |
| 20. prosince  | Hana Bank Korea Open Soul, Jižní Korea 115 000 $ – tvrdý (h) – 28S/8D dvouhra • čtyřhra           | Ču Lin 6–0, 6–4                                                 | Kristina Mladenovicová                        | Jekatěrina Kazionovová Anastasija Kulikovová            | Juki Naitová Linda Fruhvirtová Arianne Hartonová Isabella Šinikovová                   |
| 20. prosince  | Hana Bank Korea Open Soul, Jižní Korea 115 000 $ – tvrdý (h) – 28S/8D dvouhra • čtyřhra           | Čchö Či-hui Han Na-re 6–4, 6–4                                  | Valentini Grammatikopoulou Réka Luca Janiová  | Jekatěrina Kazionovová Anastasija Kulikovová            | Juki Naitová Linda Fruhvirtová Arianne Hartonová Isabella Šinikovová                   |

## Rozpočet a body
Celková dotace událostí byla ze standarní částky 125 000 dolarů, odrážející název série, snížena na 115 000 dolarů. Ubytování a stravování – tzv. hospitality, byly na turnajích automaticky zajištěny organizátory. Šampiónka dvouhry a každá z vítězek čtyřhry si připsala 160 bodů, finalistky pak 95 bodů.
| Rozpis bodů | Rozpis bodů | Rozpis bodů | Rozpis bodů    | Rozpis bodů     | Rozpis bodů | Rozpis bodů | Rozpis bodů | Rozpis bodů | Rozpis bodů | Rozpis bodů |
| Soutěž | vítězky     | finalistky  | semifinalistky | čtvrtfinalistky | 16 v kole   | 32 v kole   | 48 v kole   | QV          | Q2          | Q1          |
| --- | ----------- | ----------- | -------------- | --------------- | ----------- | ----------- | ----------- | ----------- | ----------- | ----------- |
| Dvouhra (48S/4Q) | 160         | 95          | 57             | 29              | 15          | 8           | 1           | 4           | —           | 1           |
| Dvouhra (32S/16Q) | 160         | 95          | 57             | 29              | 15          | 1           | —           | 6           | 4           | 1           |
| Dvouhra (32S/8Q) | 160         | 95          | 57             | 29              | 15          | 1           | —           | 6           | 4           | 1           |
| Čtyřhra (16D) | 160         | 95          | 57             | 29              | 1           | —           | —           | —           | —           | —           |
| Čtyřhra (8D) | 160         | 95          | 57             | 1               | —           | —           | —           | —           | —           | —           |
| QV – vítězka kvalifikace, Q1/2 – 1. a 2. kolo kvalifikace, (xS/D/Q) – „x“ počet hráček v soutěži dvouhry/čtyřhry/kvalifikace dvouhry |             |             |                |                 |             |             |             |             |             |             |

## Přehled titulů

### Tituly podle tenistek
| celkem | tenistka                        | dvouhra | čtyřhra | dvouhra | čtyřhra |
| ------ | ------------------------------- | ------- | ------- | ------- | ------- |
| 3      | Irina Baraová (ROU)             |         | ●       | 0       | 3       |
| 3      | Jekatěrine Gorgodzeová (GEO)    |         | ●       | 0       | 3       |
| 2      | Nuria Párrizasová Díazová (ESP) | ●       |         | 2       | 0       |
| 2      | Peangtarn Plipuečová (THA)      |         | ●       | 0       | 2       |
| 1      | Anna Bondárová (HUN)            | ●       |         | 1       | 0       |
| 1      | Madison Brengleová (USA)        | ●       |         | 1       | 0       |
| 1      | Vitalija Ďjačenková (RUS)       | ●       |         | 1       | 0       |
| 1      | Magdalena Fręchová (POL)        | ●       |         | 1       | 0       |
| 1      | Viktorija Golubicová (SUI)      | ●       |         | 1       | 0       |
| 1      | Varvara Lepčenková (USA)        | ●       |         | 1       | 0       |
| 1      | Jasmine Paoliniová (ITA)        | ●       |         | 1       | 0       |
| 1      | Diane Parryová (FRA)            | ●       |         | 1       | 0       |
| 1      | Anna Karolína Schmiedlová (SVK) | ●       |         | 1       | 0       |
| 1      | Majar Šarífová (EGY)            | ●       |         | 1       | 0       |
| 1      | Clara Tausonová (DEN)           | ●       |         | 1       | 0       |
| 1      | Alison Van Uytvancková (BEL)    | ●       |         | 1       | 0       |
| 1      | Ču Lin (CHN)                    | ●       |         | 1       | 0       |
| 1      | Mirjam Björklundová (SWE)       |         | ●       | 0       | 1       |
| 1      | Aliona Bolsovová (ESP)          |         | ●       | 0       | 1       |
| 1      | Čchö Či-hui (KOR)               |         | ●       | 0       | 1       |
| 1      | Kaitlyn Christianová (USA)      |         | ●       | 0       | 1       |
| 1      | Harriet Dartová (GBR)           |         | ●       | 0       | 1       |
| 1      | Olga Govorcovová (BLR)          |         | ●       | 0       | 1       |
| 1      | Han Na-re (KOR)                 |         | ●       | 0       | 1       |
| 1      | Eri Hozumiová (JPN)             |         | ●       | 0       | 1       |
| 1      | Katarzyna Kawaová (POL)         |         | ●       | 0       | 1       |
| 1      | Leonie Küngová (SUI)            |         | ●       | 0       | 1       |
| 1      | Liang En-šuo (TPE)              |         | ●       | 0       | 1       |
| 1      | Rebecca Marinová (CAN)          |         | ●       | 0       | 1       |
| 1      | Lidzija Marozavová (BLR)        |         | ●       | 0       | 1       |
| 1      | Tereza Mihalíková (SVK)         |         | ●       | 0       | 1       |
| 1      | Greet Minnenová (BEL)           |         | ●       | 0       | 1       |
| 1      | Asia Muhammadová (USA)          |         | ●       | 0       | 1       |
| 1      | Monica Niculescuová (ROU)       |         | ●       | 0       | 1       |
| 1      | Jessy Rompiesová (INA)          |         | ●       | 0       | 1       |
| 1      | Sabrina Santamariová (USA)      |         | ●       | 0       | 1       |
| 1      | Wang Sin-jü (CHN)               |         | ●       | 0       | 1       |
| 1      | Čeng Saj-saj (CHN)              |         | ●       | 0       | 1       |
| 1      | Věra Zvonarevová (RUS)          |         | ●       | 0       | 1       |

### Tituly podle státu
| Celkem | stát               | dvouhra | čtyřhra |
| ------ | ------------------ | ------- | ------- |
| 4      | USA                | 2       | 2       |
| 4      | Rumunsko           | 0       | 4       |
| 3      | Španělsko          | 2       | 1       |
| 3      | Gruzie             | 0       | 3       |
| 2      | Belgie             | 1       | 1       |
| 2      | Čína               | 1       | 1       |
| 2      | Polsko             | 1       | 1       |
| 2      | Rusko              | 1       | 1       |
| 2      | Slovensko          | 1       | 1       |
| 2      | Švýcarsko          | 1       | 1       |
| 2      | Thajsko            | 0       | 2       |
| 1      | Dánsko             | 1       | 0       |
| 1      | Egypt              | 1       | 0       |
| 1      | Francie            | 1       | 0       |
| 1      | Maďarsko           | 1       | 0       |
| 1      | Itálie             | 1       | 0       |
| 1      | Bělorusko          | 0       | 1       |
| 1      | Kanada             | 0       | 1       |
| 1      | Čínská Tchaj-pej   | 0       | 1       |
| 1      | Spojené království | 0       | 1       |
| 1      | Indonésie          | 0       | 1       |
| 1      | Japonsko           | 0       | 1       |
| 1      | Jižní Korea        | 0       | 1       |
| 1      | Švédsko            | 0       | 1       |